# Kępiec
Kępiec (deutsch Lüdtkenkamp) ist eine Siedlung an der Ostgrenze der polnischen Woiwodschaft Westpommern und gehört zur Stadt- und Landgemeinde Polanów (Pollnow) im Powiat Koszaliński (Kreis Köslin).

## Geographische Lage
Kępiec liegt auf der Mitte zwischen dem Jezioro Kamienne (Kamin-See) und dem Jezioro Bobięcińskie Wielkie (Großer Papenzin-See), einen halben Kilometer nördlich von Małomierz (Luisenhof). Der Ort ist über Gołogóra (Breitenberg) nahe der Woiwodschaftsstraße 205 an der Kreisgrenze zum Powiat Szczecinecki (Kreis Neustettin) zu erreichen. Ein Bahnanschluss besteht nicht.

## Geschichtliches
Bei Lüdtkenkamp handelte es sich ursprünglich um ein Gehöft, das Anfang der 1940er Jahre mit 8,75 Hektar Ackerland versehen war, zu dem von der Gemeinde Sydow (heute polnisch: Żydowo) ca. 5 Hektar zugepachtet worden waren. Lüdtenkamp war ein Wohnplatz von Sydow und ist geschichtlich mit dieser Gemeinde verbunden. Mit dieser Gemeinde gehörte Lüdtkenkamp bis 1945 zum Landkreis Schlawe im Regierungsbezirk Köslin der preußischen Provinz Pommern. Letzter Wirtschafter auf Lüdtkenkamp war Wilhelm Rojahn.

## Kirche
Vor 1945 war die mehrheitlich evangelische Einwohnerschaft von Lüdtkenkamp dem Kirchspiel Sydow (polnisch: Żydowo) im Kirchenkreis Bublitz (Bobolice) der Kirchenprovinz Pommern in der Kirche der Altpreußischen Union zugeordnet. Letzter deutscher Geistlicher war Pfarrer Peter Bultmann.
Seit 1945 gehört die nun überwiegend katholische Bevölkerung von Kępiec zur Kirchengemeinde Gołogóra (Breitenberg) der Pfarrei Żydowo im Dekanat Polanów im Bistum Köslin-Kolberg der Katholischen Kirche in Polen. Evangelischerseits ist der Ort in die Pfarrei Koszalin (Köslin) in der Diözese Pommern-Großpolen der Evangelisch-Augsburgischen Kirche in Polen eingegliedert.